# Aphodius erosus
Aphodius erosus là một loài bọ cánh cứng trong họ Scarabaeidae. Loài này được Erichson miêu tả khoa học năm 1842.